# Tate & Lyle
Tate & Lyle PLC er en britisk multinational producent af ingredienser til mad og drikkevarer. Oprindeligt raffinerede de sukker, men fra 1970'erne og frem begyndte de at diversificere forretningen. Deres produkter inkluderer sødemidler & sukker, stivelse, gummi, fibre og stabilisatorer. I 2022 havde de 4.522 ansatte og en omsætning på 1,375 mia. britiske pund..
Virksomheden blev etableret i 1921 ved en fusion mellem to sukkerraffinaderier: Henry Tate & Sons og Abram Lyle & Sons.